# Brattås
För andra betydelser, se Brattås (olika betydelser).
Brattås är en ort i Kungsbacka kommun i Hallands län. Fram till 2010 klassades orten som en separat tätort, från 2015 räknas den som en del av tätorten Billdal. Ett område väster om länsväg 158 utgjorde före 2015 en separat småort med beteckningen Brattås (västra delen).

## Befolkningsutveckling
| Befolkningsutvecklingen i Brattås 1995–2010        | Befolkningsutvecklingen i Brattås 1995–2010 | Befolkningsutvecklingen i Brattås 1995–2010 | Befolkningsutvecklingen i Brattås 1995–2010 | Befolkningsutvecklingen i Brattås 1995–2010 |
| -------------------------------------------------- | ------------------------------------------- | ------------------------------------------- | ------------------------------------------- | ------------------------------------------- |
|                                                    |                                             |                                             |                                             |                                             |
| År                                                 |                                             |                                             | Folkmängd                                   | Areal (ha)                                  |
| 1995                                               | 1995                                        |                                             | 290                                         | 58                                          |
| 2000                                               | 2000                                        |                                             | 326                                         | 58                                          |
| 2005                                               | 2005                                        |                                             | 339                                         | 58                                          |
| 2010                                               | 2010                                        |                                             | 384                                         | 58                                          |
| Anm.: Ny tätort 1995. Sammanvuxen med Billdal 2015 |                                             |                                             |                                             |                                             |